# 1912 na arte

## Quadros
- Maria Cristina Bordalo Pinheiro de Columbano Bordalo Pinheiro
- Retrato de Francisco Cardoso de Amadeu de Sousa Cardoso

## Nascimentos
| Data           | Nome                 | Profissão                      | Nacionalidade  | Observações | Ref |
| -------------- | -------------------- | ------------------------------ | -------------- | ----------- | --- |
| 28 de Janeiro  | Jackson Pollock      | pintor                         | Estados Unidos | m. 1956     |     |
| 4 de Abril     | Ernâni Vasconcelos   | arquiteto, pintor e muralista  | Brasil         | m. 1989     |     |
| 4 de Junho     | Robert Jacobsen      | escultor e pintor              | Dinamarca      | m. 1993     |     |
| 7 de Julho     | Joaquim Rodrigo      | pintor                         | Portugal       | m. 1997     |     |
| 15 de Setembro | Carlos Augusto Ramos | pintor                         | Portugal       | m. 1983     |     |
| 14 de Novembro | Luís Verri           | pintor, desenhista e decorador | Brasil         | m. 1990     |     |
| ??             | Guilherme Camarinha  | pintor                         | Portugal       | m. 1994     |     |

## Mortes
| Data           | Nome                        | Profissão                                             | Nacionalidade                              | Observações | Ref |
| -------------- | --------------------------- | ----------------------------------------------------- | ------------------------------------------ | ----------- | --- |
| 14 de Maio     | August Strindberg           | pintor, escritor e dramaturgo                         | Suécia                                     | n. 1849     |     |
| 15 de Maio     | Pietro Stangherlin          | pintor e escultor                                     | Itália                                     | n. 1842     |     |
| 26 de Junho    | Lawrence Alma-Tadema        | pintor e desenhista                                   | Países Baixos                              | n. 1836     |     |
| 8 de Dezembro  | Tony Robert-Fleury          | pintor                                                | França                                     | n. 1837     |     |
| 23 de Dezembro | Édouard Detaille            | pintor                                                | França                                     | n. 1848     |     |
| ??             | Joaquim José Insley Pacheco | pintor                                                | Portugal                                   | n. 1830     |     |
| ??             | Eduardo de Martino          | pintor                                                | Itália                                     | n. 1838     |     |
| ??             | Domingo Garcia y Vásquez    | pintor                                                | Espanha                                    | n. 1859     |     |
| ??             | Joseph Layraud              | pintor                                                | França                                     | n. 1834     |     |
| ??             | Henrique Pinto              | pintor do Naturalismo, que fez parte do Grupo do Leão | Reino Unido de Portugal, Brasil e Algarves | n. 1853     |     |

## Prémios
- Prémio Valmor e Municipal de Arquitectura 1912 - Manuel Norte Júnior[1].